# Жильжанка
Жильжа́нка — річка в Україні, в межах Рівненського та Костопільського районів Рівненської області. Права притока Горині (басейн Прип'яті).

## Опис
Довжина 17 км. Річка типово рівнинна. Долина широка і неглибока, переважно заліснена, місцями заболочена. Річище слабозвивисте (в пониззі більш звивисте), у верхів'ї каналізоване і випрямлене.

## Розташування
Жильжанка бере початок у лісовому масиві, на північ від села Волошки. Тече в межах  Поліської низовини на північний захід і північ. Впадає до Горині на захід від села Корчин. 
Над річкою розташовані села: Соломка і Жильжа.